# 226ª Divisione costiera
La 226ª Divisione Costiera fu una divisione di fanteria del Regio Esercito Italiano attiva durante la seconda guerra mondiale che venne formata nell'aprile 1943 e schierata in Corsica, dove unì agli alleati. Venne sciolta nel luglio del 1944.

## Storia
La divisione fu costituita nell'aprile del 1943 a Firenze. Le divisioni costiere del Regio Esercito erano divisioni di seconda linea formate con riservisti ed equipaggiate con materiale di seconda scelta; reclutate localmente, erano spesso comandate da ufficiali richiamati dal pensionamento. Feceva parte della guarnigione posta a difesa delle coste della Corsica e da lei dipendeva il Comando Difesa porto di Ajaccio. Dopo l'annuncio dell'armistizio di Cassibile, l'8 settembre 1943 la divisione combatté, insieme alla 225ª Divsione Costiera, alla 20ª Divisione fanteria "Friuli", alla 44ª Divisione fanteria "Cremona" e alle unità di resistenza locali contro la 16. SS-Panzergrenadier-Division "Reichsführer-SS" e la 90. leichte Afrika-Division che si stavano ritirando attraverso la Corsica verso il porto di Bastia, nel nord dell'isola. Il 13 settembre elementi della 4ª Divisione marocchina da montagna della Francia libera sbarcarono ad Ajaccio per supportare gli sforzi italiani per fermare i 30.000 soldati tedeschi in ritirata, ma nella notte tra il 3 e il 4 ottobre le ultime unità tedesche furono evacuate da Bastia lasciando dietro di sé 700 morti e 350 prigionieri di guerra. Dopo la fine delle operazioni in Corsica ed essere entrata nell'Esercito Cobelligerante Italiano la divisione fu trasferita in Sardegna, dove fu ridotta e successivamente venne sciolta in Italia continentale, nel luglio 1944.

## Ordine di battaglia
226ª Divisione costiera aprile 1943
- 170º Reggimento fanteria costiera
  - su 3 Reggimento
- 171º Reggimento fanteria costiera
  - su Reggimento
- 181º Reggimento fanteria costiera
  - su 3 Reggimento

- Battaglione anticarro
  - 163ª Compagnia anticarro da posizione (47/32)
  - 165ª Compagnia anticarro da posizione (47/32)
  - 208ª Compagnia anticarro da posizione (47/32)
  - 262ª Compagnia anticarro da posizione (47/32)
- 410ª Compagnia mortai (81 mm)

226ª Divisione costiera settembre 1943
- 170º Reggimento fanteria costiera
- 171º Reggimento fanteria costiera
- 181º Reggimento fanteria costiera
- Battaglione Alpini Monte Baldo
- 52º Rgp. cpstiero da posizione
- III Battaglione Granatieri
- DXXXI Btg. costiero Alpini
- 208ª Compagnia anticarro (47/32)
- 262ª Compagnia anticarro (47/32)
- 163ª Compagnia anticarro da posizione (47/32)
- 165ª Compagnia anticarro da posizione (47/32)
- 410ª Compagnia mortai (81 mm)
- 659ª Compagnia mitraglieri da posizione
- 694ª Compagnia mitraglieri da posizione
- 697ª Compagnia mitraglieri da posizione
- 7º Rgp. Artiglieria di Corpo d'Armata
- CIII Gruppo Artiglieria costiera antiaerea
  - 1ª e 3ª Batteria 1° Gr. (100/17)
  - 11ª Batteria CXXVI Gr. (149/13)
  - 2º Gruppo 75/27 CK1

- 344ª Batteria antiaerea
- 44a Sez. Fotoelettricisti
- 87a Sez. Fotoelettricisti

## Comandanti
Generale di Brigata Attilio Lazzarini (aprile 1943 - luglio 1944)